# Gedern
Gedern è una città tedesca situata nel land dell'Assia.